# Топологічний ізолятор

Ідеалізована зонна структура топологічного ізолятора. Рівень Фермі лежить усередині забороненої зони об'ємної речовини, тоді як поверхневі стани проходять через заборонену зону, а отже перетинаються з ним.

Топологічними ізоляторами називають твердотільні речовини, для яких властиві нетривіальний топологічний порядок та симетрія щодо зміни напрямку часу, власлідок чого вони мають провідні поверхневі стани, тоді як в об'ємі є непровідними. Топологічні ізолятори відрізняються від звичайних діелектриків, які теж можуть мати провідні поверхневі стани, тим, що поверхневі стани в них захищені симетрією зміни напрямку часу, а тому зазвичай не зникають при розупорядкуванні поверхні.
Крайові стани, захищені симетрією щодо зміни напрямку часу були передбачені в 1987 в квантових ямах телуриду ртуті в матриці телуриду кадмію. Такі стани спостерігалися експериментально 2007 року. У 2007 було передбачено, що вони повинні існувати в тривимірних твердих бінарних сполуках вісмуту. Перші 3D поверхневі стани, захищені симетрією щодо зміни напряму часу спостерігалися експериментально в антимоніді вісмуту. Незабаром такі стани спостерігали за допомогою кутово розділеної спектроскопії фотоелектонів також у чистому стибії, селеніді вісмуту, телуриді вісмуту та телуриді стибію.

## Виноски
1. ↑  Pankratov, O.A.; Pakhomov, S.V.; Volkov, B.A. (January 1987). Supersymmetry in heterojunctions: Band-inverting contact on the basis of Pb1-xSnxTe and Hg1-xCdxTe. Solid State Communications. 61 (2): 93—96. doi:10.1016/0038-1098(87)90934-3.
2. ↑  König, Markus; Wiedmann, Steffen; Brüne, Christoph; Roth, Andreas; Buhmann, Hartmut; Molenkamp, Laurens W.; Qi, Xiao-Liang; Zhang, Shou-Cheng (2 листопада 2007). Quantum Spin Hall Insulator State in HgTe Quantum Wells. Science. 318 (5851): 766—770. arXiv:0710.0582. Bibcode:2007Sci...318..766K. doi:10.1126/science.1148047. PMID 17885096. Процитовано 25 березня 2010.
3. ↑  Fu, Liang; C. L. Kane (2 липня 2007). Topological insulators with inversion symmetry. Physical Review B. 76 (4): 045302. arXiv:cond-mat/0611341. Bibcode:2007PhRvB..76d5302F. doi:10.1103/PhysRevB.76.045302. Процитовано 26 березня 2010. Shuichi Murakami (2007). Phase transition between the quantum spin Hall and insulator phases in 3D: emergence of a topological gapless phase. New Journal of Physics. 9 (9): 356—356. arXiv:0710.0930. Bibcode:2007NJPh....9..356M. doi:10.1088/1367-2630/9/9/356. ISSN 1367-2630. Процитовано 26 березня 2010.
4. ↑  Hsieh, David; Dong Qian, Andrew L. Wray, Yuqi Xia, Yusan Hor, Robert Cava & M. Zahid Hasan (2008). A Topological Dirac insulator in a quantum spin Hall phase. Nature. 452 (9): 970—974. arXiv:0902.1356. Bibcode:2008Natur.452..970H. doi:10.1038/nature06843. PMID 18432240. Процитовано 2010.
5. ↑  Hasan, M. Zahid; Kane, Charles L. (2010). Topological Insulators. Review of Modern Physics. 82 (4): 3045. arXiv:1002.3895. Bibcode:2010RvMP...82.3045H. doi:10.1103/RevModPhys.82.3045. Процитовано 25 березня 2010.